# Marian Klamer
Marian Klamer, właśc. Margaretha Anna Flora Klamer (ur. 1965 w Pirimapun) – holenderska językoznawczyni, specjalistka w zakresie języków austronezyjskich i języków papuaskich. Do jej zainteresowań naukowych należą: dokumentacja języków mniejszościowych, odmiany języka malajskiego, typologia lingwistyczna, językoznawstwo historyczne i kontakty językowe.

## Życiorys
Urodziła się w Pirimapun w prowincji Papua w Indonezji. Tamże spędziła część dzieciństwa. W 1973 roku wróciła do Holandii. W 1990 roku ukończyła studia magisterskie z językoznawstwa ogólnego na Wolnym Uniwersytecie w Amsterdamie. Doktoryzowała się w 1994 roku na podstawie rozprawy pt. Kambera: a language of Eastern Indonesia.
Wykładała językoznawstwo na różnych uczelniach w Holandii. Została zatrudniona na stanowisku profesora zwyczajnego na Uniwersytecie w Lejdzie. 
Klamer prowadzi szeroko zakrojone badania lingwistyczne we wschodniej Indonezji. Zajmuje się dokumentacją mniejszościowych języków papuaskich i austronezyjskich, analizą ich typologii i rekonstrukcją ich historii. Jest redaktorką szeregu dzieł zbiorowych, a także autorką 50 artykułów oraz publikacji naukowych poświęconych językom Indonezji, m.in. opisów gramatycznych języków kambera, teiwa i alorskiego.
W latach 2003–2007 prowadziła projekt mający na celu bliższe przebadanie języków alor-pantar (Linguistic variation in Eastern Indonesia: The Alor-Pantar project). Owocem tej inicjatywy stały się publikacje nt. języków klon, kafoa, abui, teiwa, kaera, sawila i alorskiego.
W 2019 roku została wybrana członkiem Królewskiej Holenderskiej Akademii Nauk i Sztuk (KNAW).

## Wybrana twórczość
- A grammar of Kambera (1998), ISBN 3-11-080553-7
- A Short Grammar of Alorese (Austronesian) (2011), ISBN 978-3-86288-172-7
- The Alor-Pantar languages: History and typology (red.; 2014, wyd. 2. 2017), ISBN 978-3-944675-48-0, ISBN 978-3-944675-94-7
- Papuan-Austronesian language contact: Alorese from an areal perspective (w: Melanesian Languages on the Edge of Asia, 2012), ISBN 978-0-9856211-2-4
- ‘Give’-constructions in heritage Ambon Malay in the Netherlands (współautorstwo, 2015)[10]
- The dispersal of Austronesian languages in Island South East Asia: Current findings and debates (2019)[11]
- Identifying agents of change: Simplification of possessive marking in Abui-Malay bilinguals (współautorstwo, 2019)[12]